# ElliptiGO
ElliptiGO je výrobce eliptických kol. Eliptická kola kombinují pohyb eliptického trenažéru s venkovním mobilitou jízdního kola.

## Historie
Patent na eliptické kolo byl poprvé zaregistrován v roce 2008. V roce 2010 si společnost ElliptiGO zajistila výhradní práva ke všem patentům. Eliptické kolo je zařízení, které využívá eliptický pohyb, který je podobný běžeckému pohybu. První prototyp eliptického kola s kódovým označením Alpha, bylo dokončen v polovině roku 2006. V roce 2010 bylo uvedeno na trh první komerčně dostupné eliptické kolo společnosti ElliptiGO 8S.

## Zdravotní přínosy
V roce 2015 společnost American Council on Exercise (ACE, americká rada pro cvičení) zadala nezávislou studii, k určení účinnosti tréninku na eliptickém kole pro zlepšení kardiorespiračních cvičení a cvičení pro zlepšení tělesné stavby.